# 太田市立北の杜学園
太田市立北の杜学園（おおたしりつ きたのもりがくえん）は、群馬県太田市熊野町にある義務教育学校である。
太田市立北中学校、太田市立太田東小学校、太田市立韮川西小学校を統合し、2021年4月に開校した。なお、校舎は、太田市立北中学校の施設を改修して使用している。

## 概要
2021年4月1日に開校。群馬県初の義務教育学校である。
統合前の3校は、太田市内では小規模な学校であった。小規模化に対する対策として2017年の太田市総合教育会議で義務教育学校設立の議題が取り上げられたことを機に、統合による義務教育学校の設立を目指すことになった。2019年6月から7月にかけて新校の名称が公募され、同年9月に太田市立北の杜学園に決定した。
統合前の3校のうち北の杜学園の施設に使用されない太田東小学校・韮川西小学校の跡地は、公募型プロポーザル方式による利用者選定を行い、太田東小学校跡地は学校法人群馬総合カレッジの太田工科専門学校が、韮川西小学校跡地は学校法人太田アカデミーが取得することとなった。

## 沿革
- 2021年（令和3年）
  - 4月1日 - 開校。
  - 4月9日 - 太田市立北の杜学園体育館にて、開校式挙行。
- 2022年（令和4年）
  - 3月11日 - 第1回卒業式挙行。
  - 3月24日 - 前期課程修了証書授与式（小学校卒業式相当）挙行。

## 周辺
- 市営熊野団地
- 県道128号佐野太田線
- 国道407号線
- トヨタ輸送群馬分室
- SUBARU群馬製作所本工場

## アクセス
- 東武鉄道太田駅北口から、徒歩約1.5km・約23分。